# Zdzisław Kotla
Zdzisław Kotla (ur. 5 maja 1949 w Szczecinie, zm. 18 października 2012 tamże) – polski żeglarz, olimpijczyk. Brat Ryszarda.

## Życiorys
Członek klubu jachtowego Pogoń w Szczecinie. Od 1976 żeglarz w klasie Soling. Uczestnik Igrzysk Olimpijskich 1980 w Moskwie (Tallinnie) w załodze z Janem Bartosikiem i Jerzym Wujeckim. Pochowany został na Cmentarzu przy ul. Goleniowskiej w Szczecinie-Dąbiu kwatera D4.

### Sukcesy
- 1. miejsce na międzynarodowych Mistrzostwach Węgier w 1979
- 5. miejsce na międzynarodowych Mistrzostwach Danii w 1980
- 9. miejsce na IO 1980 Moskwa: klasa Soling – z wynikiem 91.70 (zw. Dania – 34.70). Miejsca załogi polskiej w poszczególnych wyścigach: 8 – 6 – 4 – 8 – 9 – 9 – 8.